# Fernando Soto Henríquez
Fernando Soto Henríquez (Tegucigalpa, 24 giugno 1939 – Tegucigalpa, 25 giugno 2006) è stato un aviatore e ufficiale honduregno.
Eroe nazionale dell'Honduras, si distinse per le proprie gesta durante la guerra del calcio del 1969 contro El Salvador, abbattendo tre aerei nemici nel solo 17 luglio.

## Biografia
Nato nella capitale honduregna Tegucigalpa nel 1939, Fernando Soto Henríquez si laureò nel 1955, iscrivendosi poi, nel 1957, alla scuola dell'aviazione militare honduregna.
Si addestrò su un North American T-6 Texan (AT-6), diplomandosi, nel 1958, aviatore militare con il grado di sottotenente ed ottenendo la promozione "clase 57A". 

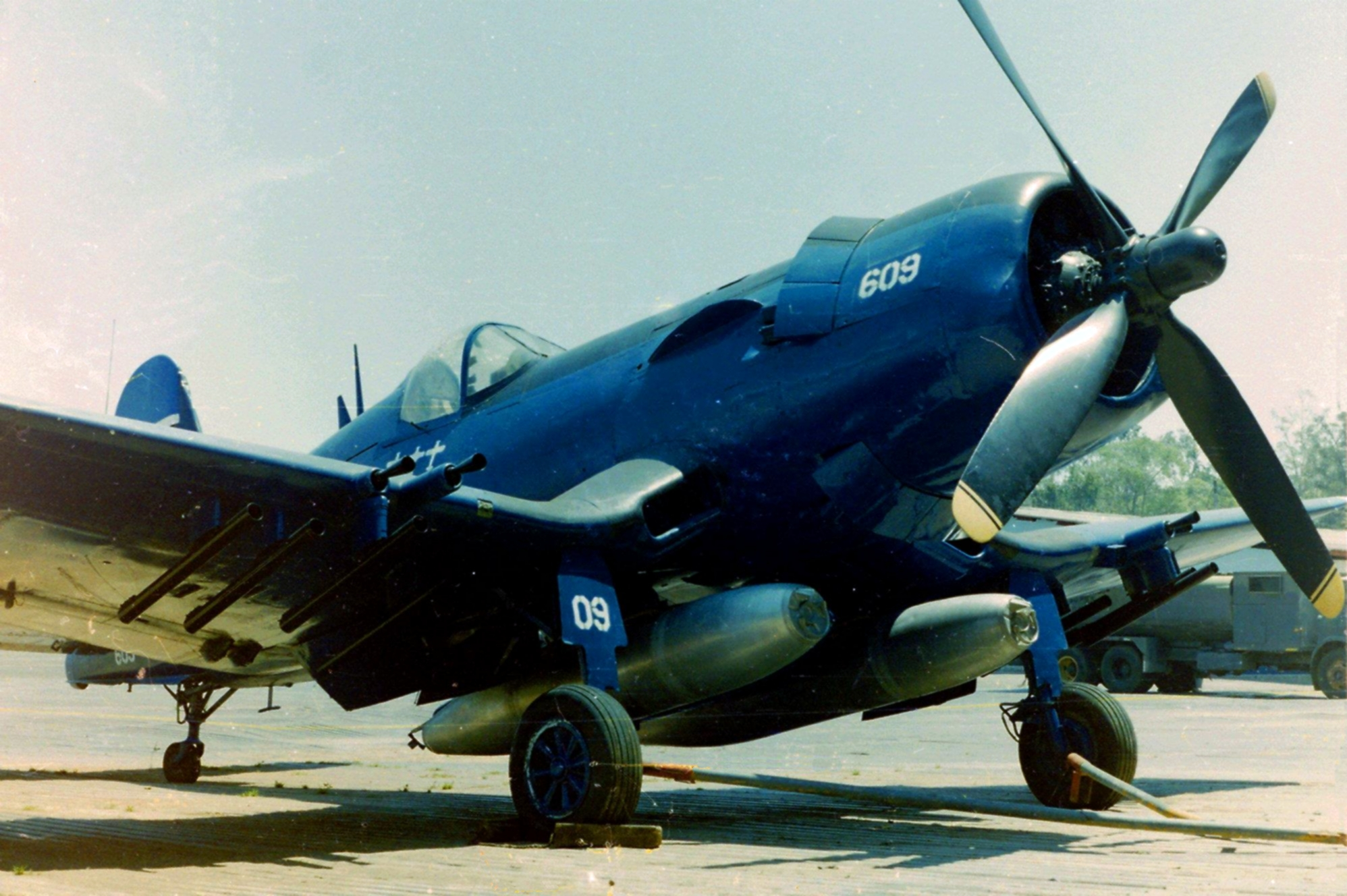
Lo Chance Vought F4U-5NL Corsair della Fuerza Aérea Hondureña, utilizzato da Soto nella battaglia aerea del 17 luglio 1969 e attualmente esposto al Museo del Aire di Tegucigalpa. Si notano, sopra l'ala destra, le sagome di tre aerei, in riferimento alle altrettante vittorie di Soto del 17 luglio 1969.

Negli anni a seguire, Soto lavorò sia come aviatore militare che come pilota civile e commerciale, in quest'ultimo caso operando per la compagnia nazionale SAHSA. In un decennio accumulò più di 24.000 ore di volo ed ottenne la promozione a maggiore.

### La guerra del calcio
Nel 1969, allo scoppio della guerra del calcio contro El Salvador, fu incaricato di pilotare uno degli Chance Vought F4U Corsair in uso alla Fuerza Aérea Hondureña.
Lo Stato maggiore dell'esercito dell'Honduras faceva molto affidamento sull'aviazione militare, stante l'inferiorità dimostrata dalla fanteria nei primi due giorni del conflitto.
Il 16 luglio, due giorni dopo l'inizio delle ostilità, l'Honduras tentò, con successo, una controffensiva sul fronte meridionale del conflitto, onde rallentare l'avanzata salvadoregna, particolarmente forte sul fronte settentrionale.
Il 17 luglio, Soto fu incaricato di pattugliare il fronte meridionale, onde contrastare eventuali attacchi da parte di aerei salvadoregni, inviati per bloccare la controffensiva honduregna. La squadriglia di Soto aveva, comunque, ricevuto l'ordine di non sconfinare sui cieli del Salvador.
Agli ordini di una piccola squadriglia composta anche dai velivoli pilotati dai maggiori Francisco Zapeda ed Edgardo Acosta, Soto intercettò nella tarda mattinata, sui cieli di El Amatillo (piccolo centro posto lungo la frontiera meridionale tra Honduras ed El Salvador), una piccola squadriglia salvadoregna comandata dal capitano Douglas Varela, uno tra i più esperti dell'aviazione nemica.
I salvadoregni, accortisi di un'avaria all'aereo di Acosta, che non riusciva a fare fuoco, decisero di iniziare l'attacco proprio ai danni di quest'ultimo. Soto intervenne col proprio velivolo, ingaggiando un duello con Varela, che venne abbattuto.
Poco dopo, Soto scorse altri due velivoli nemici, pilotati dai capitani Salvador Cezeña Amaya e Guillermo Reinaldo Cortéz. Questi ultimi, messi in fuga da una batteria antiaerea honduregna, furono inseguiti da Soto, che così contravvenne all'ordine di sconfinare.
Soto attaccò dapprima Cezeña, mitragliandolo e danneggiandogli gravemente l'aereo. Il salvadoregno, vistosi perduto, si lanciò con il paracadute.
Nel frattempo, l'altro velivolo, pilotato da Cortéz, si era posizionato in scia a Soto e iniziò a sparare una raffica di colpi al fine di abbatterlo. Soto fu tuttavia abile a sganciarsi dall'inseguimento di Cortéz, riuscendo addirittura, dopo una serie di manovre, a portarsi in coda all'aereo salvadoregno. Sopra l'abitato di San José, Soto colpì Cortéz, il quale, resosi conto che l'aereo era irrimediabilmente danneggiato, scelse di non gettarsi col paracadute, ma di portare fuori da sopra l'abitato il velivolo, onde evitare che si schiantasse sulle abitazioni. Cortéz riuscì nell'intento, ma, una volta giunto sulle campagne circostanti San José, non fu capace di lanciarsi, morendo così nello schianto del suo velivolo.
Nel frattempo, Soto rientrò in Honduras. Nonostante avesse contravvenuto ad un ordine, la sua azione si rivelò decisiva anche agli esiti del conflitto, avendo privato del supporto aereo la difesa salvadoregna sul fronte meridionale. Promosso colonnello, nell'ottobre 2003, ancora in vita, Soto fu proclamato eroe nazionale con il decreto n. 139 dal Congresso del suo Paese.
La forza aerea honduregna lo annovera asso dell'aviazione.